# Vincenzo Drago
Vincenzo Drago (Cattaro, 1770 – Spalato, 3 novembre 1836) è stato uno storico italiano.

## Biografia
Nacque a Cattaro in Dalmazia in una famiglia della nobiltà locale, i Drago, ricordata di frequente nei documenti cittadini a partire dal XIII secolo, che annoverava tra i suoi rappresentanti tre vescovi della Diocesi di Cattaro. Il padre, Serafino, fu procuratore alla Sanità della Repubblica di Venezia.
Dopo aver intrapreso i primi studi nella città natale si trasferì a Padova. Qui entrò in contatto con l'abate Melchiorre Cesarotti, titolare della cattedra di lingua greca e ebraica presso l'Università cittadina, il quale fece nascere in lui l'amore per i classici.
Al ritorno in Dalmazia si stabilì a Sebenico.
Partendo dalle frammentarie testimonianze tramandate sia dagli antichi che dai moderni (in particolare l'Histoire ancienne di Charles Rollin, il Voyage du jeune Anacharsisen Grèce dell'abate Jean-Jacques Barthélemy e il The history of ancient Greece, itscolonies and conquests dell'inglese John Gillies) Drago si ripropose di redigere un'opera che abbracciasse l'intera parabola storica dell'Ellade, "dalla giunta dei titani all'incendio di Corinto".
Nel 1820, dopo lunghe ricerche presso le biblioteche di diverse città italiane, diede infatti alle stampe a Milano per i tipi di Niccolò Bettoni i primi due tomi della Storia dell'antica Grecia. Nel volume III, apparso nel 1822, Drago sembra accogliere le critiche di eccessivo manierismo, limitando l'uso di vocaboli desueti e di frasi ridondanti che rendevano la prosa affettata più che forbita e elegante. Il lungo intervallo lasciato tra la pubblicazione del quarto volume, dato alle stampe nel 1825 come i precedenti per i tipi di Nicolò Bettoni, e il quinto, pubblicato nel 1834 sempre a Milano, ma per i tipi di Giuseppe Crespi, è quasi certamente legato al forte controllo che in quegli anni il governo austriaco esercitava sugli ambienti intellettuali dalmati e italiani.
Uomo di grande cultura, adoperava frequentemente citazioni, anche nel conversare quotidiano. Ricevette onori e attestazioni di stima non solo nella natia Dalmazia, ma anche negli ambienti culturali milanesi e veneziani, come testimoniano la corrispondenza con la contessa Isabella Teotochi Albrizzi e la nobildonna veneta Marina Querini.
Morì a Spalato il 3 novembre 1836. Fu sepolto sulla penisoletta di Santo Stefano.